# Louise-Élisabeth de Croÿ de Tourzel
Pour les autres membres de la famille, voir Maison de Croÿ.
 (février 2012).
Si vous disposez d'ouvrages ou d'articles de référence ou si vous connaissez des sites web de qualité traitant du thème abordé ici, merci de compléter l'article en donnant les références utiles à sa vérifiabilité et en les liant à la section « Notes et références ».
Louise Élisabeth Félicité Françoise Armande Anne Marie Jeanne Joséphine de Croÿ d'Havré, marquise puis duchesse de Tourzel, née le 11 juin 1749 à Paris et morte le 13 mai 1832 à Montfort-l'Amaury, est la dernière gouvernante des enfants de Louis XVI.

## Biographie

### Sa famille
Elle est issue de la famille de Croÿ. Son père, Louis Ferdinand Joseph de Croÿ, duc d'Havré (1713-1761), est prince et maréchal héréditaire du Saint-Empire, Grand d'Espagne, marquis de Wailly, comte de Fontenoy, châtelain héréditaire de Mons. Il meurt à la bataille de Villinghausen, le 16 juillet 1761. Sa mère, Marie-Louise Cunégonde de Montmorency-Luxembourg, est la fille du maréchal de Luxembourg.
Son frère Joseph Anne Maximilien de Croÿ duc d'Havré est chevalier de la Toison d'or, colonel du régiment d’infanterie de Flandre française, maréchal de camp, duc d'Havré et seigneur de Tourcoing de 1761 à 1789.
Le 8 avril 1764, elle se marie avec Louis François du Bouchet de Sourches (1744-1786), marquis de Tourzel, comte de Montsoreau, grand prévôt de France « en survivance » (1771) de son père, Louis II du Bouchet de Sourches; ils ont cinq enfants, dont Pauline de Tourzel, la plus connue de la fratrie, pour avoir publié ses mémoires intitulés "Souvenirs de quarante ans" ou elle y raconte l'épisode avec la princesse de Tarente quand elle étaient laissées dans la chambre de la reine au moment de la prise des Tuileries, puis parvient, avec l'aide des autres femmes, à apaiser la colère des insurgés qui s'apprêtaient à les exécuter, puis fut miraculeusement épargnée par la suite.

### Gouvernante des Enfants de France
Avant la Révolution française elle se partage entre son hôtel particulier parisien, son château de Sourches et son château d'Abondant. 
En 1786, son mari, emporté par son cheval pendant une chasse à Fontainebleau, se brise la tête, sous les yeux du roi Louis XVI et meurt après huit jours de souffrances. Veuve à l'âge de 37 ans, la marquise ne se remarie pas et se consacre à l’éducation de ses enfants. 
Le 26 juillet 1789, elle est nommée première gouvernante des enfants du roi en succession de la duchesse de Polignac, partie en émigration quelques jours auparavant.

### La fuite à Varennes
Madame de Tourzel accompagne la famille royale dans sa fuite à Varennes. Pour tromper les patriotes et protéger les membres de la famille royale, elle accepte de se mettre en avant et de jouer le premier rôle – celui de la baronne de Korff retournant sur ses terres de Russie avec ses deux filles (pour brouiller les pistes, le dauphin a été travesti) – tandis que le roi et la reine se feront passer pour ses domestiques.
Après l'arrestation de la famille royale et son retour tragique à Paris, Madame de Tourzel et d'autres personnes liées à l’affaire de la fuite de Varennes sont gardées prisonnières et interrogées. La gouvernante n'est pas à la prison de l’Abbaye, mais gardée dans les appartements du dauphin.

### La prison de la Tour du Temple
Le 10 août 1792, le roi gagne l'Assemblée nationale. Il est accompagné par Madame Élisabeth, le Dauphin, la princesse de Lamballe, la marquise de Tourzel ainsi que des ministres, dont Étienne de Joly, et quelques nobles restés fidèles.
La marquise est emprisonnée à la prison de la Tour du Temple. Le second étage est attribué à la reine Marie-Antoinette et sa fille Marie-Thérèse-Charlotte. Elles couchent dans l'ancienne chambre de Barthélémy (archiviste de l'ordre de Malte) qui avait été expulsé de son domicile par les agents de la Commune. Au même étage, la princesse de Lamballe dort dans l'antichambre, la marquise de Tourzel et le dauphin partagent la même chambre. La fille de la marquise, Pauline, loge également à la prison du Temple, ayant rejoint sa mère à la suite de la fuite de Varennes.
Dans la nuit du 19 au 20 août 1792, Louise-Élisabeth de Croÿ de Tourzel est transférée avec sa fille, Pauline de Tourzel, et la princesse de Lamballe, à la prison de la Force. Si la princesse de Lamballe est assassinée lors des massacres de Septembre par la foule de sans-culottes incontrôlables, la marquise de Tourzel, comme les autres détenues, n'est pas attaquée. La marquise, dans ses mémoires, dit d'ailleurs que le citoyen Hardy, membre de la Convention, fut celui qui l'a sauvée et qui lui a dit que répondre face au tribunal improvisé, afin que son acquittement soit prononcé. 
À la suite de la libération, Louise-Elisabeth de Croy de Tourzel apprend par ce même homme que sa fille Pauline a été sauvée la veille. Hardy, qui a sauvé la mère et la fille Tourzel au moment des massacres, avait en réalité été envoyé par Manuel, le procureur syndic de la commune de Paris, qui souhaitait éviter au maximum la violence et voulait que l'ordre soit rétabli.
Louise-Elisabeth de Croÿ de Tourzel est enfermée pendant quatre mois « dans la maison de santé du citoyen Montprin et Compagnie, destinée au soulagement et à la guérison des infirmes et malades des deux sexes, établie à Paris, sous l'autorisation de l'administration de police, rue Notre-Dame des Champs no 1466, section de Mucius Scaevola, Faubourg Germain ».
Après le 9 thermidor, elles sont assignées à résidence dans leur terre d'Abondant, à côté de Dreux. Elles sont encore surveillées par la police sous le Premier Empire.

### Restauration

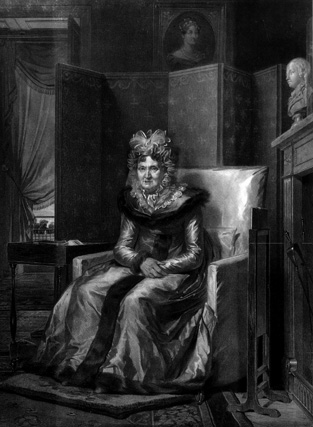
Louise-Elisabeth de Croÿ de Tourzel âgée ; à droite sur la cheminée, un buste de Louis XVII.

En 1816, à la Restauration, le roi Louis XVIII la crée duchesse héréditaire de Tourzel.  
A cette époque Le roi lui donna en souvenir un gant de peau ayant appartenu au Dauphin et trouvé dans la cellule de sa mère après son exécution puis retrouvé par Fouquier -Tinville, et qui lui avait été remis en 1815 (cf. article de Carole Blumenfeld, Vestiges sacrés de la captivité royale, dans le n°23 de "La Gazette Drouot" du 13/06/2025). Ce gant contenu dans un coffret, figura entre autres objets ayant appartenu à Mme de Tourzel, à la vente "Souvenirs intimes de la Maison de France" à Paris le 25/06/2025, par OVV Auction Art R. Le Fur et associés.
Elle vit entourée de petits-enfants et de souvenirs à Abondant. Elle meurt chez l'aînée de ses filles, au château de Groussay, à Montfort-l'Amaury, âgée de 82 ans, après avoir publié ses mémoires. Son corps, rapporté à Abondant, fut inhumé dans le cimetière de cette commune contre un mur de l'église paroissiale.
Un portrait peint de la duchesse daté de 1771 est conservé au château de La Palice à Lapalisse ; elle est également représentée jeune sur une des neuf miniatures sur ivoire anonyme - dont au centre son mari - décorant le couvercle d'une boîte en écaille de la fin du XVIIIe siècle provenant du château de Goulaine (Loire-Atlantique), qui figura aux ventes aux enchères publiques des 6, 7 et 8/06/2009 au château de Cheverny (reprod. coul. sous le n° 160 du catalogue - arch. pers.).
Elle fut propriétaire de l'hôtel d'Estrées au no 79 de la rue de Grenelle à Paris que ses descendants vendirent au gouvernement russe en 1863.

### Mariage et descendance
Elle épouse le 8 avril 1764 Louis François du Bouchet, marquis de Tourzel, comte de Sourches (Paris, 7 décembre 1744 - Fontainebleau, novembre 1786), fils de Louis du Bouchet, marquis de Sourches, comte de Montsoreau, grand prévôt de France, lieutenant général des armées du Roi, commandeur de l'ordre du Saint Esprit, et de sa seconde épouse, Marguerite Henriette des Marets de Maillebois. Il est le petit-fils du maréchal de Maillebois.
Dont cinq enfants :
- Henriette Adélaïde Joséphine du Bouchet de Sourches, elle hérite de son époux le château de Meillant, qu'elle légua à sa nièce Mortemart, mais fait construire, non loin de Paris, le château de Groussay (Paris, 4 novembre 1765 - Paris, 11 mars 1837), mariée en 1783 avec Armand Joseph de Béthune, duc de Charost, pair de France (1738-1800). Il était veuf en premières noces de Louise Suzanne Edmée de Fontaine Martel et n'eût pas d'enfant de ce second mariage ;
- Anne Louise du Bouchet de Sourches (Paris, 24 juin 1767 - 1794), mariée en 1785 avec Pierre François Balthazar, comte de Sainte Aldegonde, colonel du régiment de champagne infanterie, député de la noblesse du Bailliage d'Avesnes aux Etats généraux de 1789 (1758-1838), dont postérité, dont Virginie de Sainte Aldegonde, épouse du 11e duc de Mortemart ;
- Charles Louis Yves du Bouchet de Sourches, marquis de Tourzel, grand prévôt de France (Paris, 27 août 1768 - Paris, 4 avril 1815), marié en 1796 avec Augustine Eléonore de Pons, dont postérité, dont Olivier du Bouchet de Sourches, duc de Tourzel, Augustine Joséphine Frédérique du Bouchet de Sourches, épouse du duc des Cars ; Anne Hélène Aldegonde du Bouchet de Sourches, épouse de Paul Vogt d'Hunolstein ;
- Joséphine Marie Madeleine du Bouchet de Sourches (Paris, 20 octobre 1769 - 4 mai 1838), mariée en 1788 avec Louis Charles comte de Sainte Aldegonde, maréchal de camp, né en 1765 ;
- Marie Charlotte Pauline du Bouchet de Sourches (Paris, 15 octobre 1771 - château de La Rochebeaucourt, 19 juillet 1839), mariée en 1796 avec Alexandre Léon de Galard de Béarn, marquis de Brassac Béarn (1771-1844), dont postérité[6], dont Louis Hector de Galard Béarn. Elle a laissé des Souvenirs, publiés par son fils. En 1840 un arc de triomphe de style néo-classique en sa mémoire fut érigé dans le parc de cet ancien château périgourdin (détruit).